# Ferești (gmina)
Ferești – gmina w Rumunii, w okręgu Vaslui. Obejmuje tylko jedną miejscowość Ferești. W 2011 roku liczyła 1897 mieszkańców.